# Velký bariérový útes
Velký bariérový útes (též Velký bradlový útes nebo Velká útesová bariéra, anglicky Great Barrier Reef) je největší korálový útes světa. Táhne se podél pobřeží Queenslandu (severovýchodní Austrálie). Od pobřeží je oddělen průlivem, který je místy 160 kilometrů široký a přes 61 metrů hluboký. Je přes 2000 km dlouhý, má asi 600 ostrovů a jeho velká část je chráněna jako Great Barrier Reef Marine Park. Od roku 1981 je celý útes pod ochranou UNESCO (rozloha 348 700 km²). Velký bariérový útes vážně ohrožují důsledky environmentálních změn, zejména tzv. bělení korálů a přemnožení hvězdice trnité.

## Popis
Nejdelší korálový útes na světě se rozkládá při severovýchodním pobřeží Austrálie v Korálovém moři. I když je nazýván útesem, není to jeden souvislý útes, ale jedná se o síť útesů, která má více než 2000 km na délku a 2 až 150 km na šířku, na severu je místy vzdálen i jen 50 kilometrů od pevniny. Z útesu vystupuje nad hladinu nepřeberné množství ostrovů a ostrůvků, z nichž na některých se lze i ubytovat. Původní obyvatelé jej nazývali Waga Gabú. Poskytuje útočiště stovkám druhů ryb a sám je tvořen až 400 druhy korálu. Místa, kde se dostává nad hladinu, slouží jako útočiště ptákům. Asi 1500 druhů ryb, 350 druhů korálů, desítky druhů mořských hadů, plži, mlži apod. tvoří bohatý a složitý ekosystém, který je možno srovnat jen s tropickým deštným pralesem.

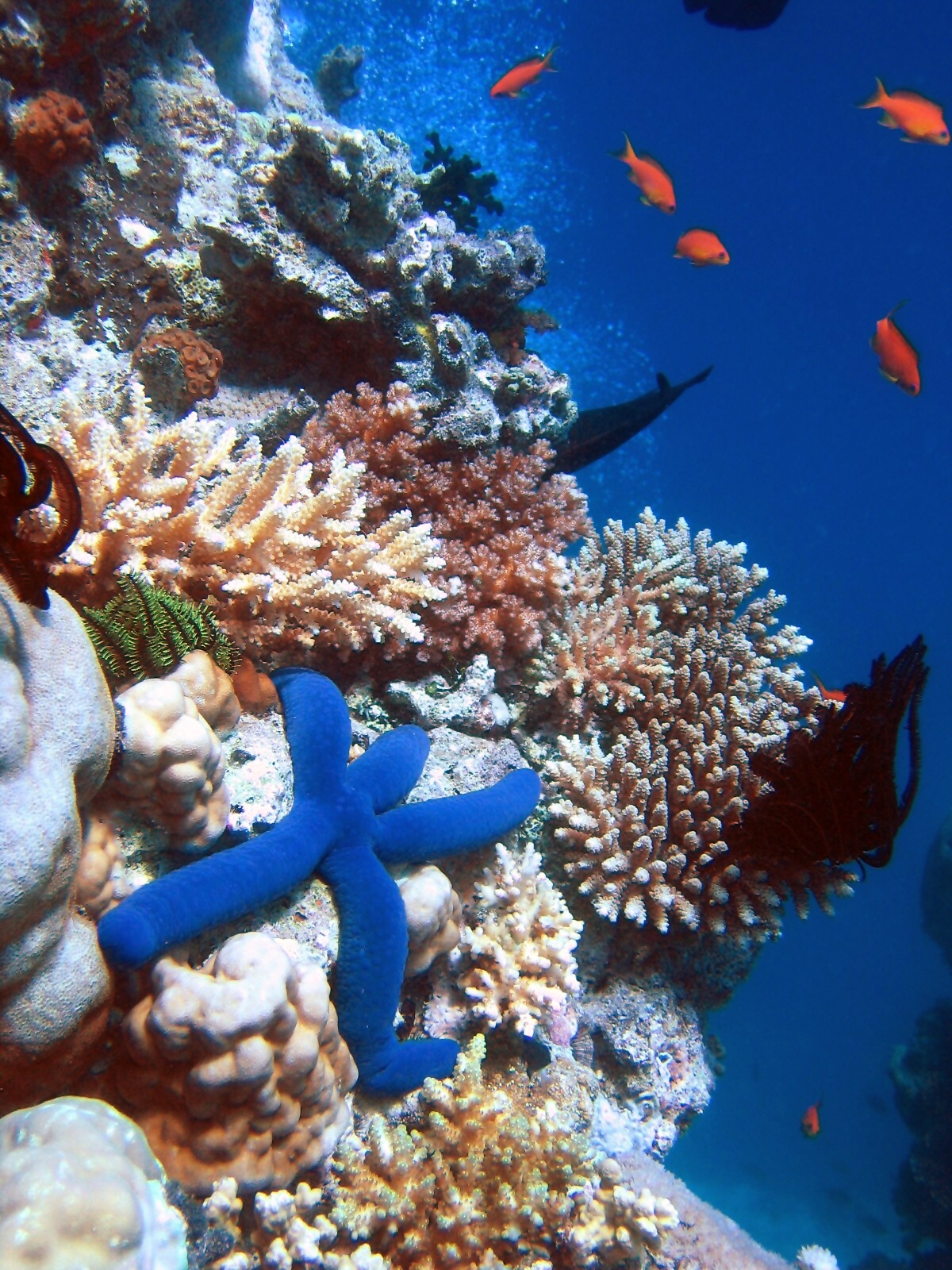
Pohled na Velký bariérový útes pod vodou

Útes se každoročně zvětšuje[zdroj?] a roste zevnitř i zvenku, neboť polyp, který jej tvoří, se neustále množí a vytváří nové jedince. Každý polyp je živočišnou tkání vázán se svým sousedem, což přispívá k jejich vzájemné soudružnosti. Každý druh korálu má svůj vlastní tvar růstu, čímž vzniká značná rozmanitost útesu, nejrůznější kopce, plošiny, tabule, větvičky i paroží. Útes představuje jednu z biologicky nejbohatších oblastí světa. Již dlouhou dobu se biologové snaží nejrůznějšími metodami odhadnout jeho stáří. Úspěch se dostavil teprve roku 2001, kdy geologický vrt dospěl do míst, kde se masa korálů stýká s podložím, tedy tam, kde koráli kdysi začali růst. K všeobecnému překvapení se ukazuje, že útes je starý pouze 600 000 let.

## Ochrana
V říjnu 1981 byla část Velkého bariérového útesu prohlášena mořským parkem a v roce 1981 jej UNESCO prohlásilo světovou přírodní rezervací.
V současné době zde existují tzv. „zelené zóny“, kde je zakázán jakýkoliv rybolov. Týká se to asi 5 % útesu, což je plocha o rozloze 16 000 km². Zelené zóny se mají v budoucnu dále rozšiřovat. Rybářům se to ale nelíbí. Hrozí jim však vysoké pokuty, v přepočtu asi 19 milionů korun pro společnost a 3 miliony pro soukromého rybáře. Ekologové však upozorňují, že má-li útes zůstat v budoucnu zachovalý, je třeba ho chránit z 30 – 50 %.

## Ohrožení
Problémem útesu se stává to, že dostává bílou barvu. Vybělení korálů způsobují mimo jiné vysoké teploty vody. Barevné řasy, které žijí s korály v symbióze a dávají jim zbarvení, v takových podmínkách korály opouštějí. Pokud zmizí všechny tyto jednobuněčné řasy, jsou korály oslabené. Intenzivním několikaměsíčním pozorováním Velkého bariérového útesu vědci zjistili značný nárůst vybělených míst. Tragédie je způsobena převážně globálním oteplováním.
Další katastrofou pro Velký bariérový útes je hvězdice trnitá, která ho v posledních desetiletích doslova rozežírá. Jednou z příčin této katastrofy je úbytek přirozených nepřátel jejích planktonních larviček – ryb ploskozubců a malých druhů žraloků. Také nepřátel velkých hvězdic – měkkýšů tritonek – značně ubylo. Lastury tritonek jsou totiž vyhledávaným suvenýrem pro turisty.
Více nebo méně je poškozeno 70 % korálových útesů. Každý rok doplave do moří 35 miliónů tun draslíku, 4 miliónů tun fosforu, těžké kovy a DDT. Podmořské pouště jsou už součásti naší generace. Např. v Baltském moři od 150 m neexistuje vůbec život. Značnou eutrofizaci způsobují navíc podzemní vody.
Kácení mangrovových lesů způsobuje erozi půdy, která omezuje přístup světla do vod útesu a způsobuje postupné vymírání různých druhů flory a fauny. Na některých místech se útes mění v mrtvou masu. Znečištění prostředí a bezohlední turisté zřejmě ničí jedno z výjimečných společenstev organismů na světě.
Roku 2022 byla rozloha korálů větší než v roce 1985. V roce 2024 byl však podle údajů Australského institutu mořských věd naměřen rekordní úbytek korálů ve dvou ze tří regionů útesu.

## Významná světová hodnota podle UNESCO
Jako nejrozsáhlejší ekosystém korálových útesů na světě je Velký bariérový útes celosvětově významnou entitou. Prakticky celý ekosystém byl zapsán jako světové dědictví v roce 1981, pokrývá plochu 348 000 kilometrů čtverečních. Velký bariérový útes (dále jen "VBU") zahrnuje rozsáhlou rozmanitost, která se táhne od vodní hladiny podél pobřeží pevniny až po 250 kilometrů od pobřeží. Tento široký rozsah hloubky zahrnuje obrovské mělké pobřežní oblasti, středové a vnější útesy a za kontinentálním šelfem do oceánských vod hlubokých 2 000 metrů.
V rámci VBU se nachází asi 2500 individuálních útesů různých velikostí a tvarů a více než 900 ostrovů, od malých písčitých zátok a větších vegetací, až po velké drsné kontinentální ostrovy, které se v jednom případě vyvyšují více než 1 100 metrů nad mořem. Jako celek poskytuje VBU jednu z nejpozoruhodnějších námořních scenerií na světě.
Rozdílnost zeměpisné šířky a rozlohy v kombinaci s rozmanitostí v hloubkách moře zahrnuje celosvětově jedinečnou řadu ekologických míst, stanovišť a druhů. Tato rozmanitost druhů a stanovišť a jejich propojenost činí VBU jedním z nejbohatších a nejkomplexnějších přírodních ekosystémů na světě. Existuje zde více než 1500 druhů ryb, asi 400 druhů korálů, 4000 druhů měkkýšů a asi 240 druhů ptáků a velké množství hub, sasanek, mořských červů, korýšů a dalších živočichů. Žádná jiná oblast světového dědictví neobsahuje takovou biologickou rozmanitost.

## Fotogalerie

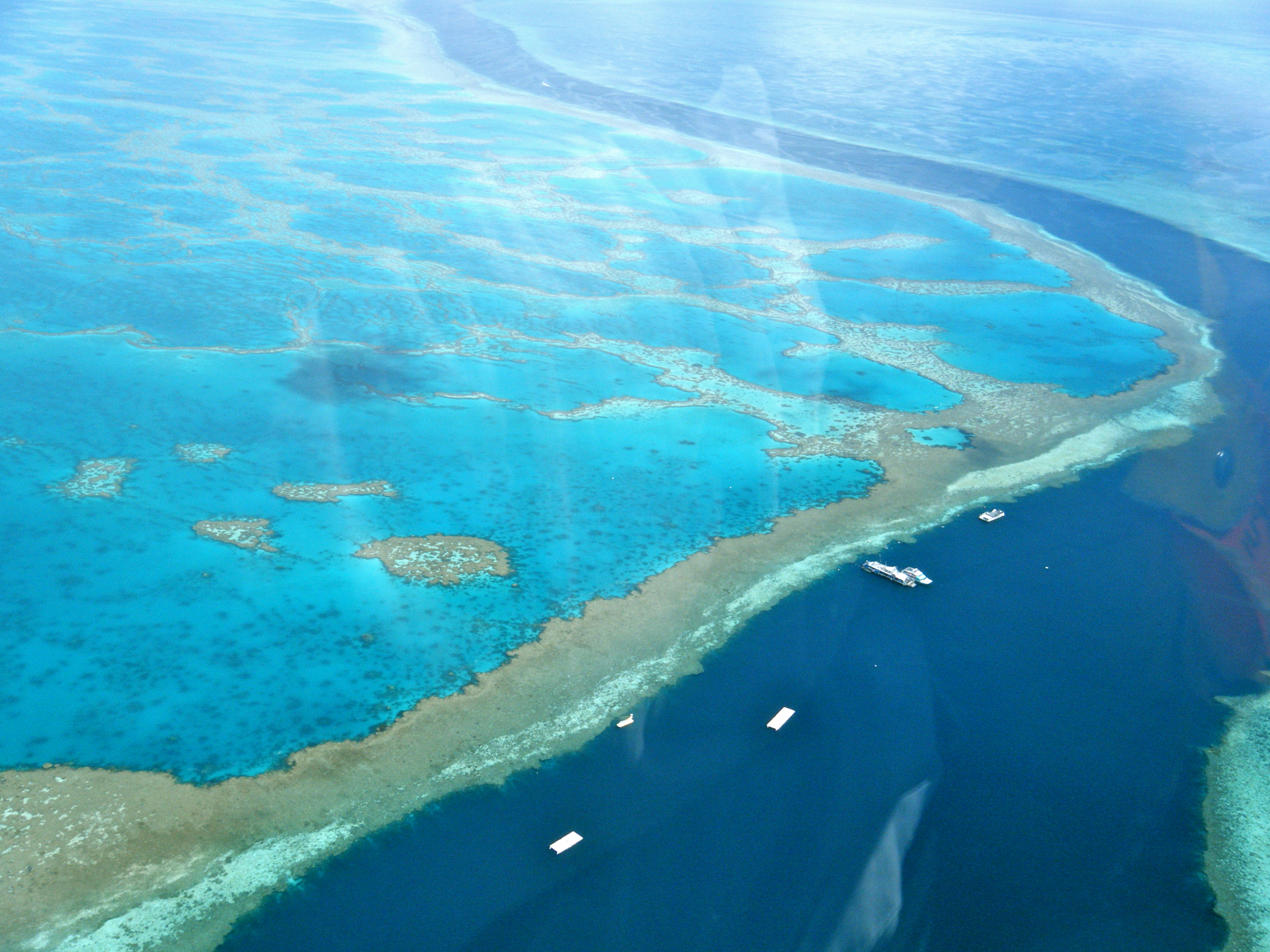
Letecký snímek části útesu
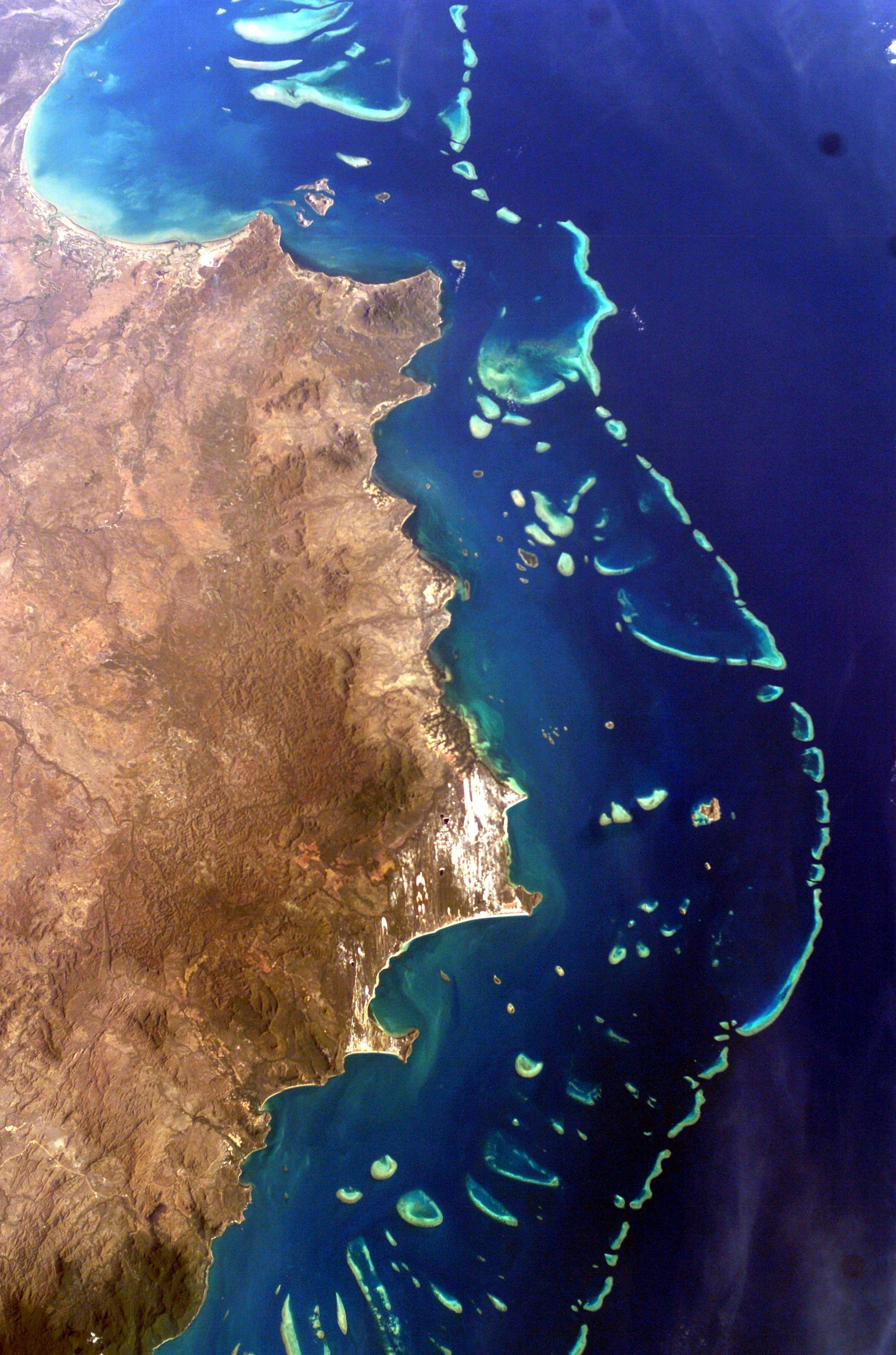
Satelitní snímek části útesu
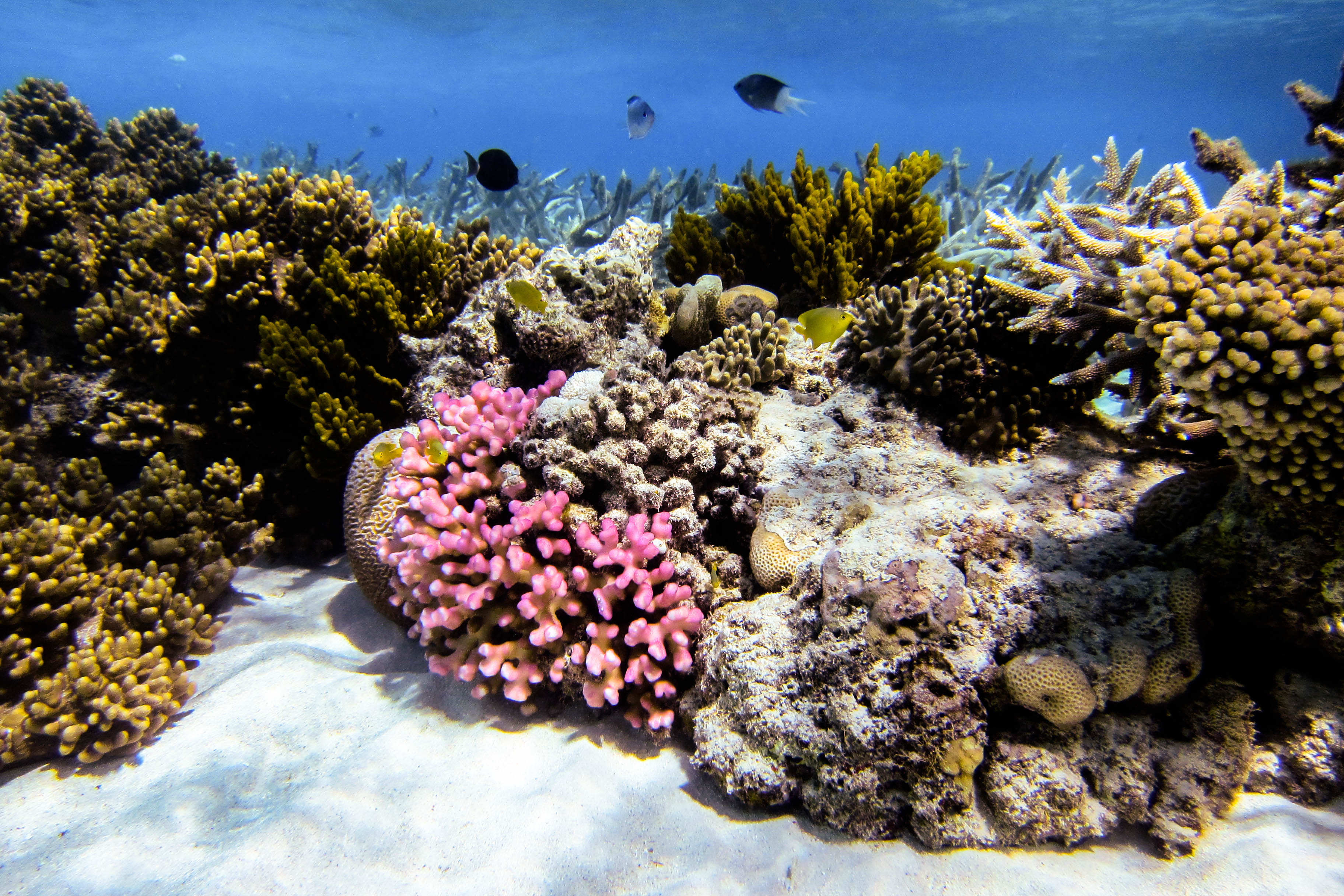
Útes u ostrova Lizard Island
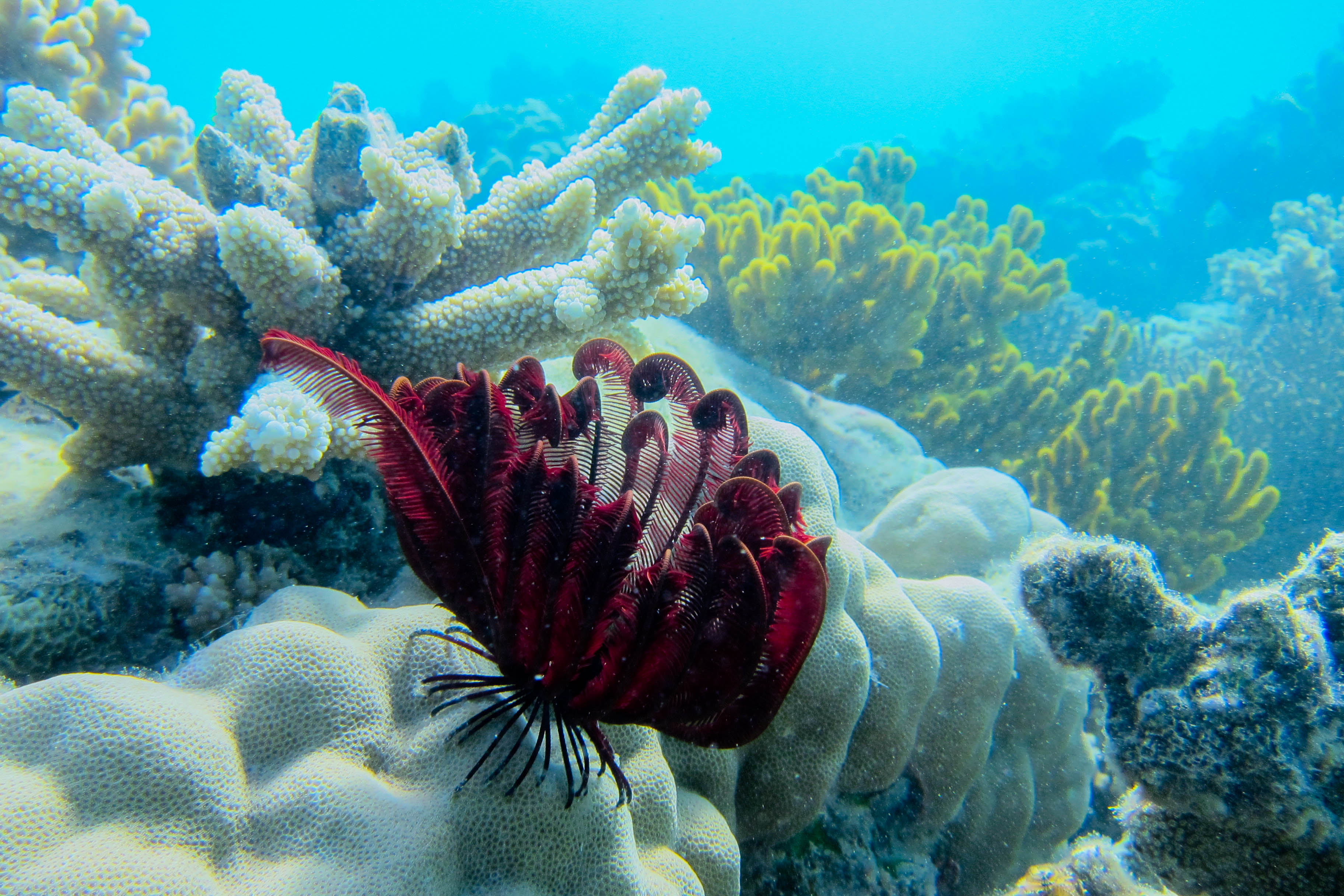
Crinoid (lilijice), Lizard Island
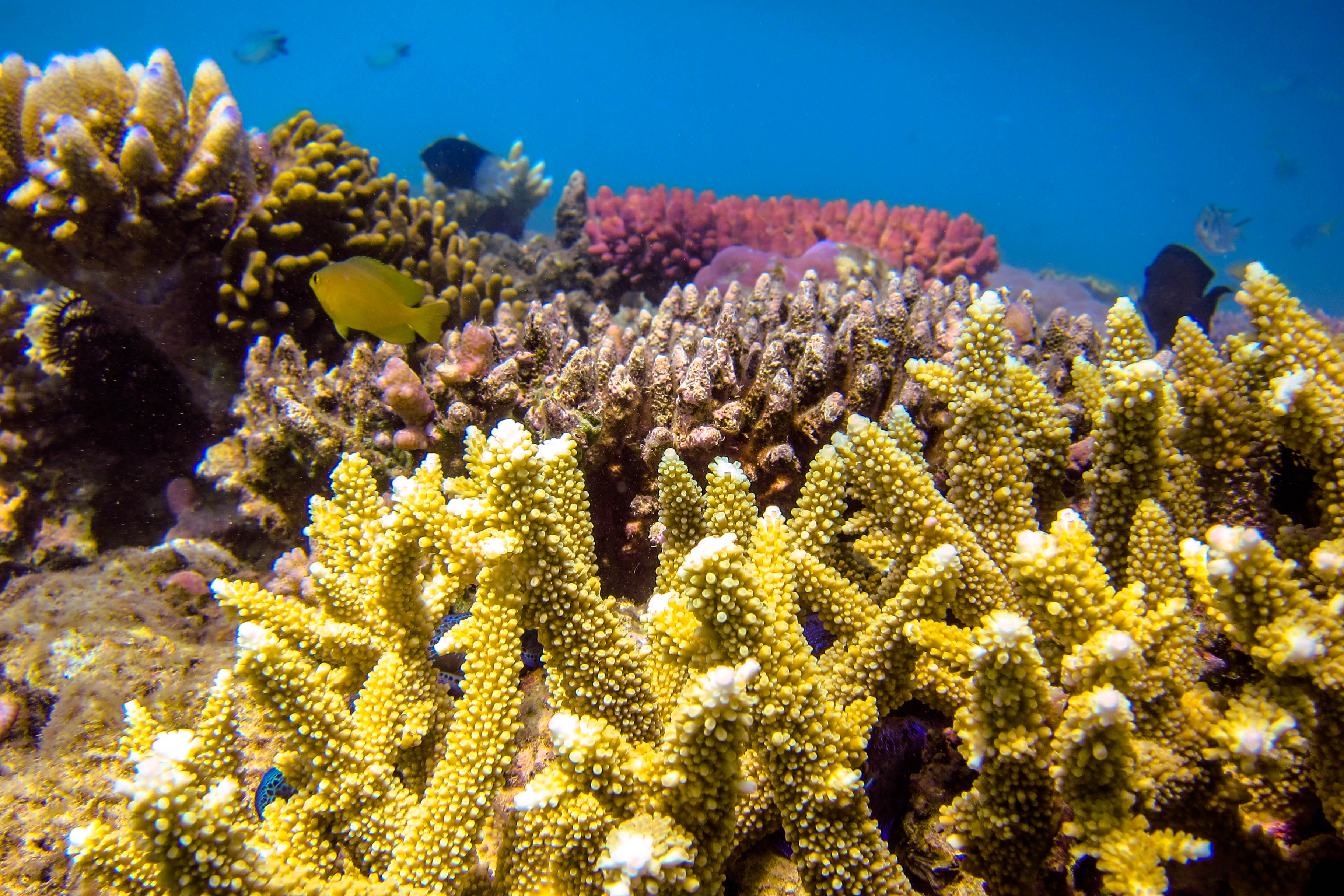
Acropora (větevník) a ryby, Lizard Island